# Equipe Mosaico
A Equipe Mosaico é um grupo independente de torcedores do Fortaleza que com rifas e doações da torcida promovem festas nas arquibancadas do clube por meio de mosaicos de futebol diversos, ruas de fogo e outros festejos, era anteriormente chamado de Leões do Mosaico.
O grupo já criou mais de 30 mosaicos para o Fortaleza, e foi convocado para criar mosaicos para outros clubes como Bahia, São Paulo e Flamengo